# Джума Мечеть в Тбілісі

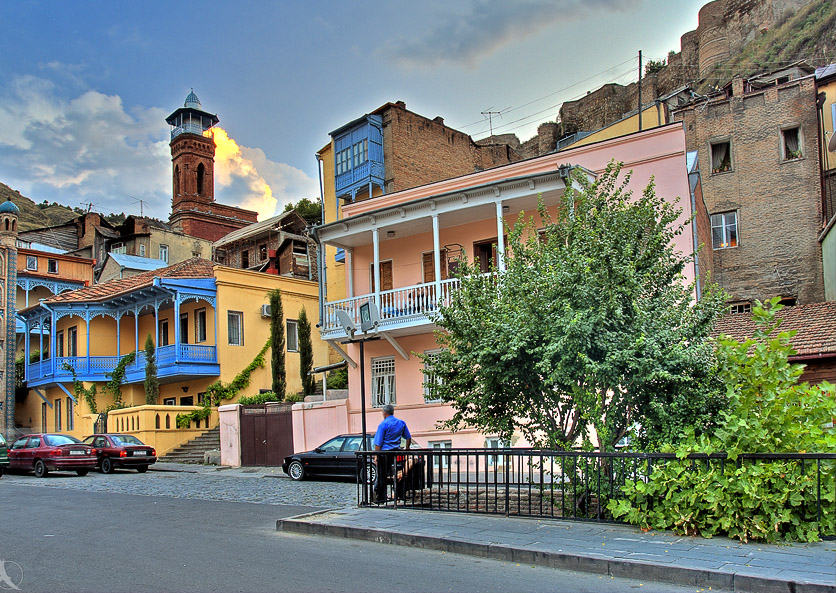

41°41′14″ пн. ш. 44°48′37″ сх. д. / 41.6872° пн. ш. 44.8102° сх. д.
Джума Мечеть в Тбілісі — ісламська сакральна споруда, побудована біля фортеці Нарікала в кінці Ботанічної вулиці. Єдиний збережений ісламський храм у місті.

## Історія
Мечеть була побудована в 1723–1735 рр.  османами. В 1740-их роках мечеть знесли перси. В 1846–1851 рр. її відновили за проектом Джовані Скудієрі, але в XIX столітті її знову зруйнували і на її місці побудували нову, яка і стоїть донині і є єдиною мечеттю в Тбілісі. Мечеть побудована з цегли і розташована на схилі. В архітектурі переважають ісламські та неоготичні елементи. На воротах височить мінарет.

## Сучасний стан
Мусульмани Грузії, поділені на шиїтів і сунітів. 
До мечеті веде вузька звивиста дорога. Щодня по ній не поспішаючи піднімаються на молитву десятки мусульман.
Джума мечеті понад 200 років і спочатку вона будувалася як шиїтська для місцевих азербайджанців та іранців. Раніше в сунітів була своя мечеть, яка розвалилася від старості. Тоді імами і домовилися — тбіліська Джума буде спільною для всіх мусульман.
Атрибутика в мечеті шиїтська. Попри це, число прихожан сунітів лише тільки зростає. Але основною паствою залишаються азербайджанці. Проповідь і молитви ведуться двома мовами — азербайджанською та грузинською. Не виключено, що в майбутньому будуть читати і російською для приїжджих з Північного Кавказу, яких з кожним роком стає все більше.
У тбіліській мечеті підкреслюють, що іслам не забороняє молитися разом сунітам і шиїтам.

Те чому вчить іслам, це миролюбство, дружнє ставлення один до одного, як в ісламі так і до інших народностей. Але треті сили, які не хочуть цього і хочуть розділити і володарювати, вони дуже вміло цим користуються. У деяких місцях сіють ворожнечу і цим показують, що серед мусульман є ворожі одна одній сили. Є, звичайно ж, певні сили, які ведуть недалекоглядну політику.—  Імам гардабанської мечеті Намік Гусейнов
Віруючі говорять, що єдина проблема для тбіліських мусульман полягає в тому, що в мечеті парафіянам вже не вистачає місця. Кажуть — не погано б побудувати нову мечеть. Але в такому випадку вони не виключають, що суніти і шиїти знову опиняться в різних стінах і стара тбіліська мечеть втратить свою унікальність.